# Lekkoatletyka na Letnich Igrzyskach Paraolimpijskich 2004 – rzut oszczepem kl. F42 mężczyzn
W rzucie oszczepem kl. F42 (zawodnicy z amputowanymi kończynami) mężczyzn podczas Letnich Igrzysk Paraolimpijskich 2004 rywalizowało ze sobą 12 zawodników.

## Wyniki

### Finał
| Poz. | Zawodnik          | Narodowość        | Rezultat | Uwagi |
| ---- | ----------------- | ----------------- | -------- | ----- |
| 1    | Jakob Mathiasen   | Południowa Afryka | 48.57    |       |
| 2    | Fanie Lombaard    | Południowa Afryka | 47.02    |       |
| 3    | Vahab Saalabi     | Iran              | 46.91    |       |
| 4    | Jos van der Donk  | Holandia          | 46.83    |       |
| 5    | Satian Thongdee   | Tajlandia         | 44.90    |       |
| 6    | Runar Steinstad   | Norwegia          | 44.58    |       |
| 7    | Pompilio Falconi  | Peru              | 43.03    |       |
| 8    | Leszek Ćmikiewicz | Polska            | 42.82    |       |
| 9    | Deczko Owczarow   | Bułgaria          | 40.56    |       |
| 10   | Chen Chia-hsiang  | Chińskie Tajpej   | 39.21    |       |
| 11   | Bahruz Bashirov   | Azerbejdżan       | 33.29    |       |
| 12   | Muhammad Ashfaq   | Pakistan          | 29.26    |       |